# Humberstone salpeterbruk
Humberstone salpeterbruk (spanska: Oficina salitrera Humberstone) är en nedlagd industri för framställning av salpeter. Den ligger cirka 52 km från Iquique i Atacamaöknen i norra Chile. Tillsammans med Santa Laura salpeterbruk är saltverket ett världsarv sedan 2005 med namnet Salpeterbruken Humberstone och Santa Laura.

## Historia
Industrin grundades 1862 under namnet Palma, ett namn som kom att användas fram till 1934 då företaget bytte ägare. Tillverkningen fortsatte sedan fram till 1960 då industrin lades ned på grund av minskad efterfrågan på salpeter. Staden blev en spökstad fram till 1970-talet då den blev öppen för turism och 2005 ett världsarv.
Byggnaderna på industriområdet är mycket välbevarade och är tillsammans med Santa Laura salpeterbruk ett världsarv.
Det finns andra salpeterstäder som Chacabuco, Maria Elena, Pedro de Valdivia, Puelma och Aguas Santas. Chacabuco är välkänd på grund av att det användes som ett koncentrationsläger under Pinochets diktatur.

## Bildgalleri

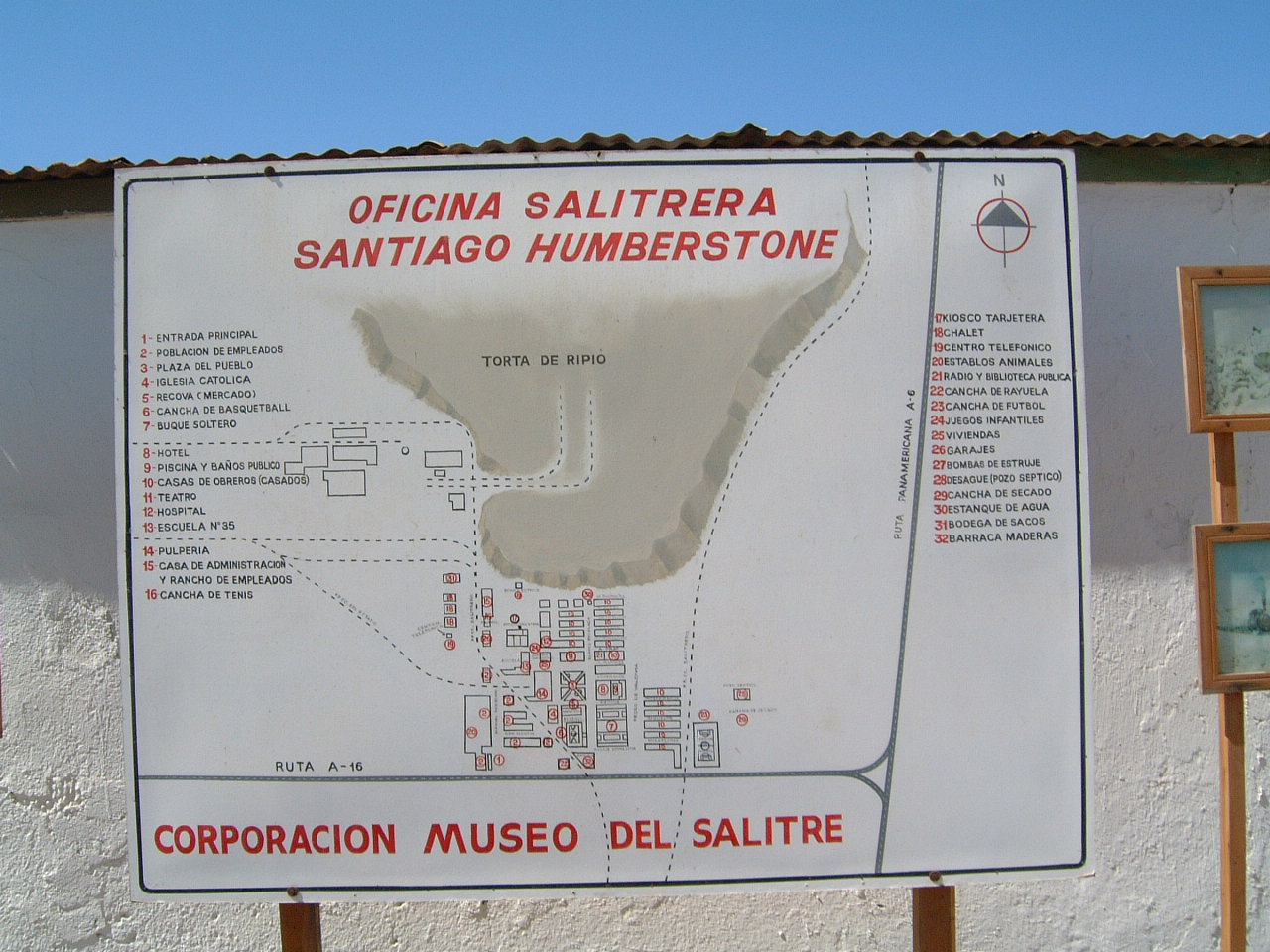
Ingång till Humberstone
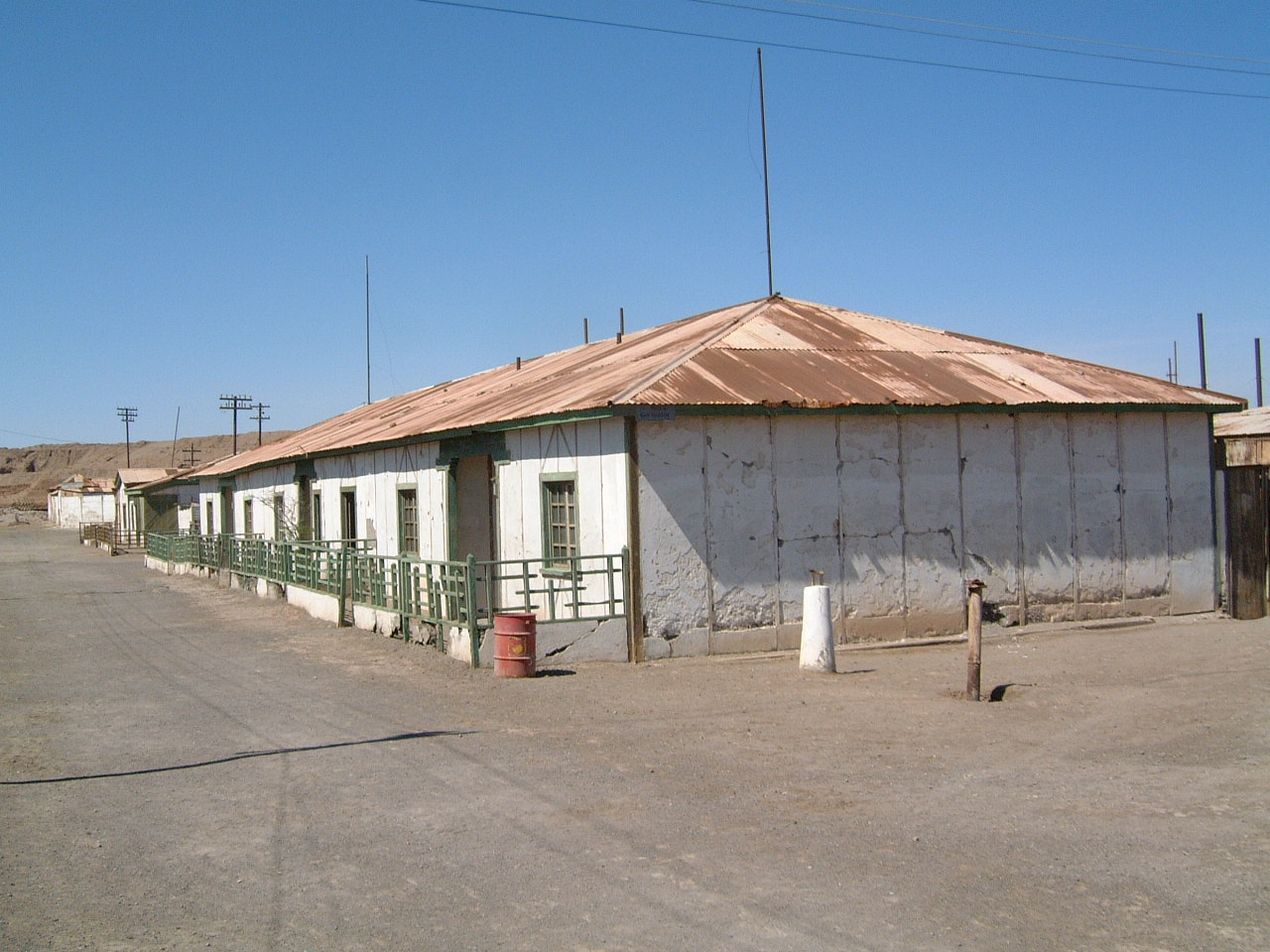
Arbetarbostäder
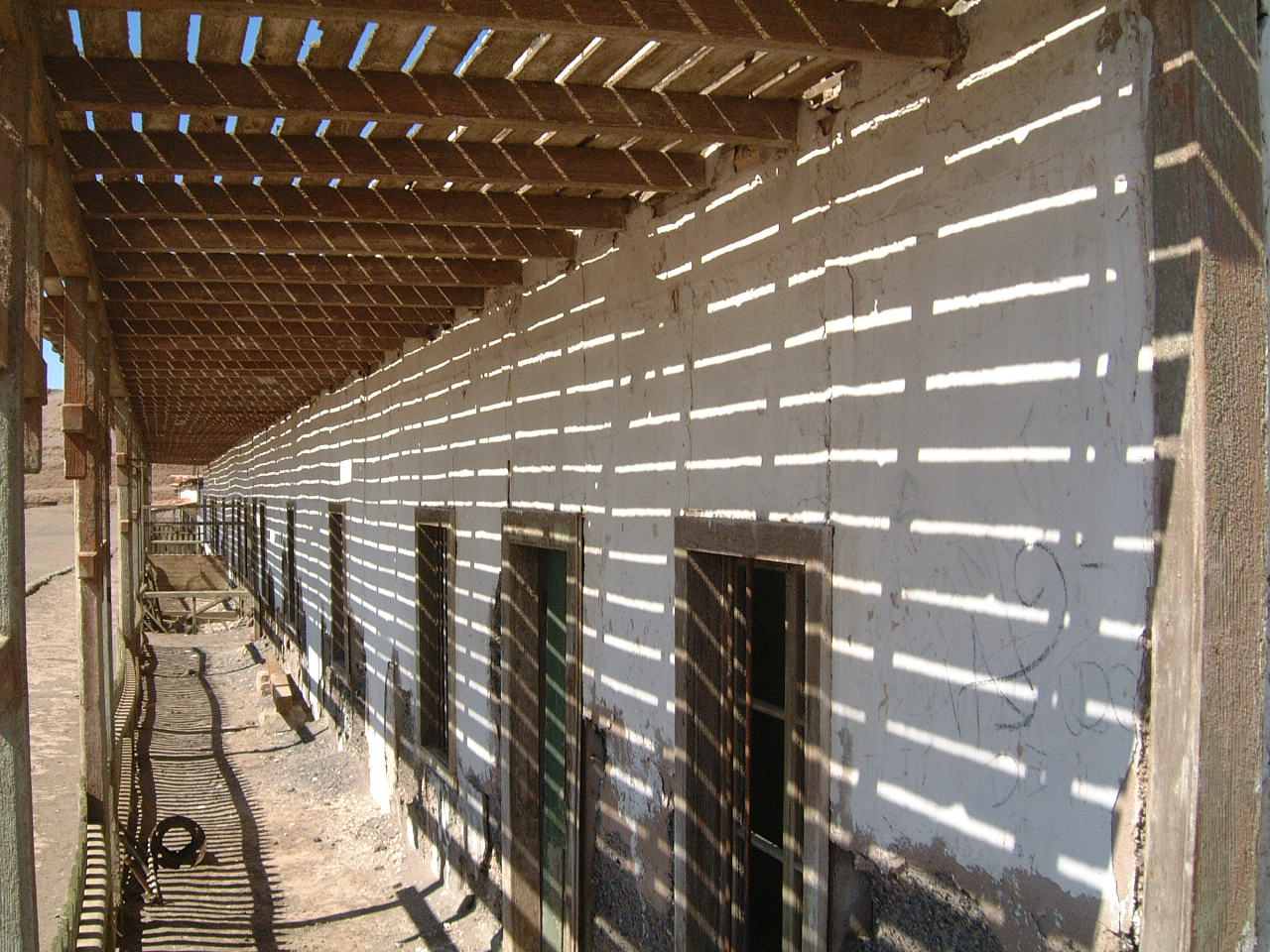
Arbetarbostäder

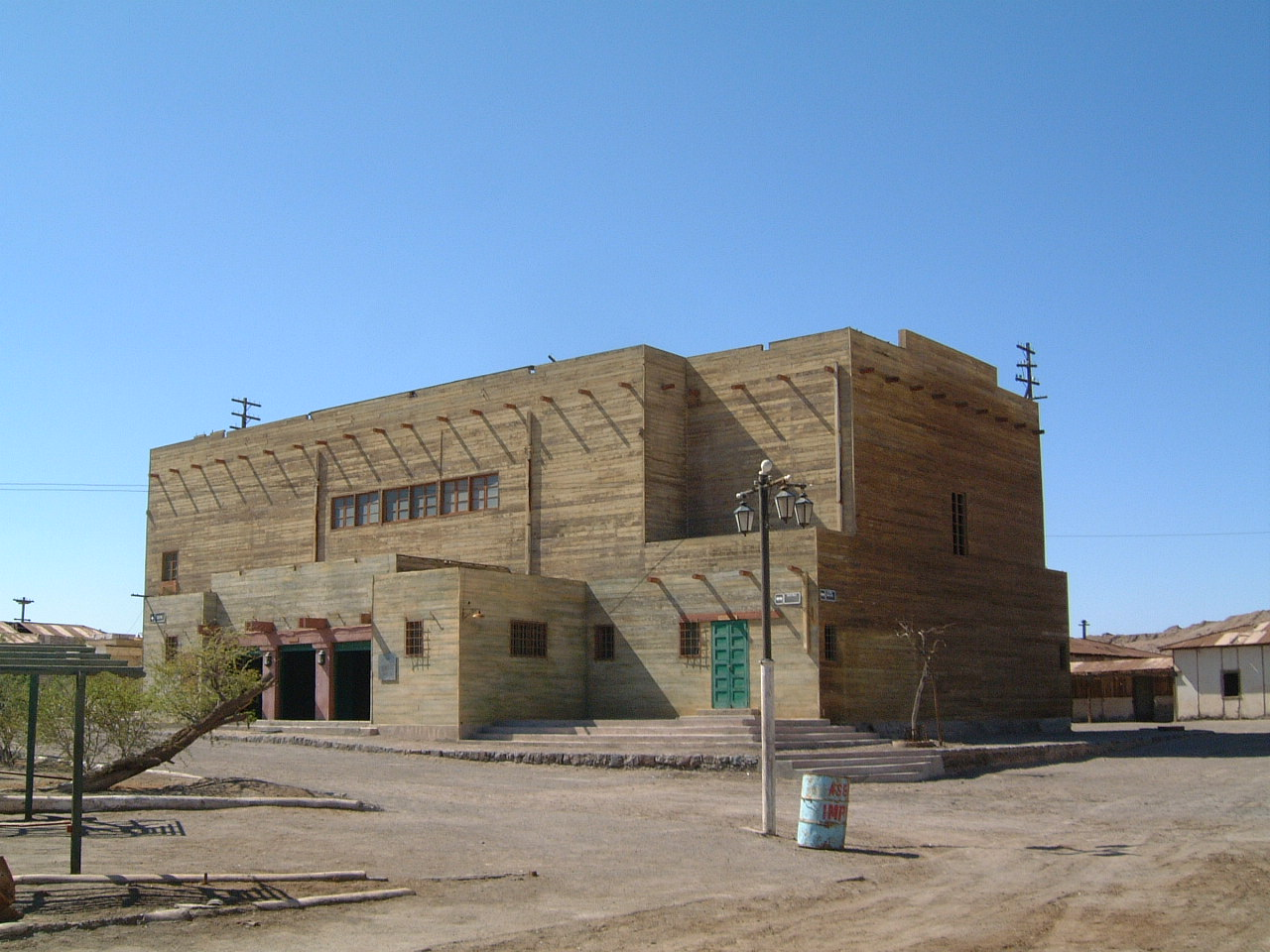
Teater
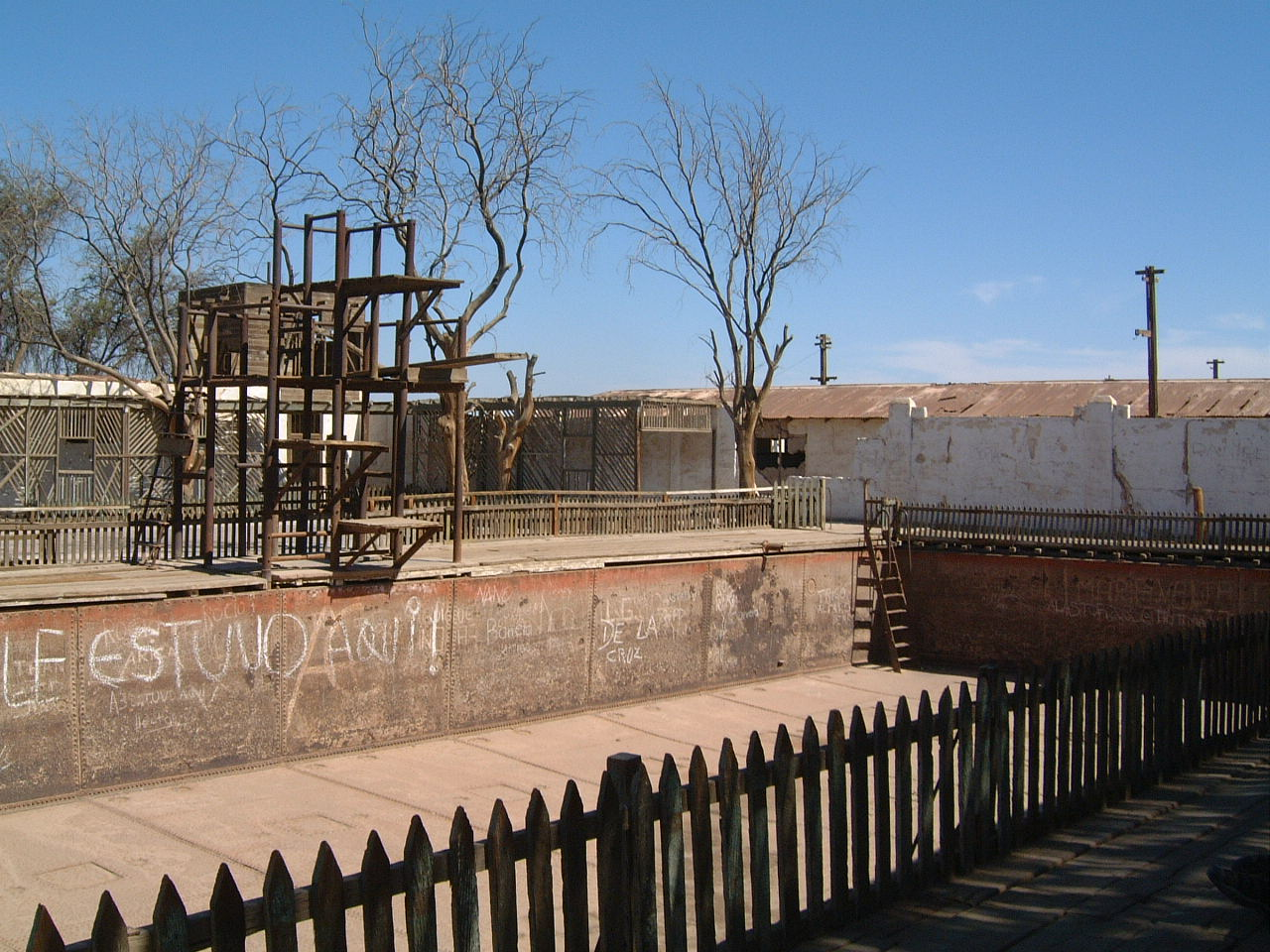
Simbassäng